# Arènes de Castries
Les arènes de Castries, construites en dur en 1964, sont les arènes de la commune de Castries, située dans le département français de l'Hérault. Elles peuvent contenir 900 personnes selon l'étude de Jean-Baptiste Maudet, et sont uniquement dédiées à la course camarguaise (environ huit spectacles par an en 2004 selon l'étude de Jean Baptiste Maudet).

## Présentation
Avant de devenir fixes en 1964, les arènes  étaient situées dans la cour du château de Castries, édifice du XVIIe siècle. On en délimitait les contours avec des charrettes pour former des « plans de charrettes » très répandus  dans les villages. Ainsi était organisée une piste de fortune où évoluaient les taureaux-cocardiers et raseteurs.